# Algoritmo Doomsday
L'algoritmo Doomsday è un metodo per calcolare il giorno della settimana di una specifica data passata o futura. Ideato dal matematico inglese John Conway si presta a essere usato per effettuare il calcolo a mente.

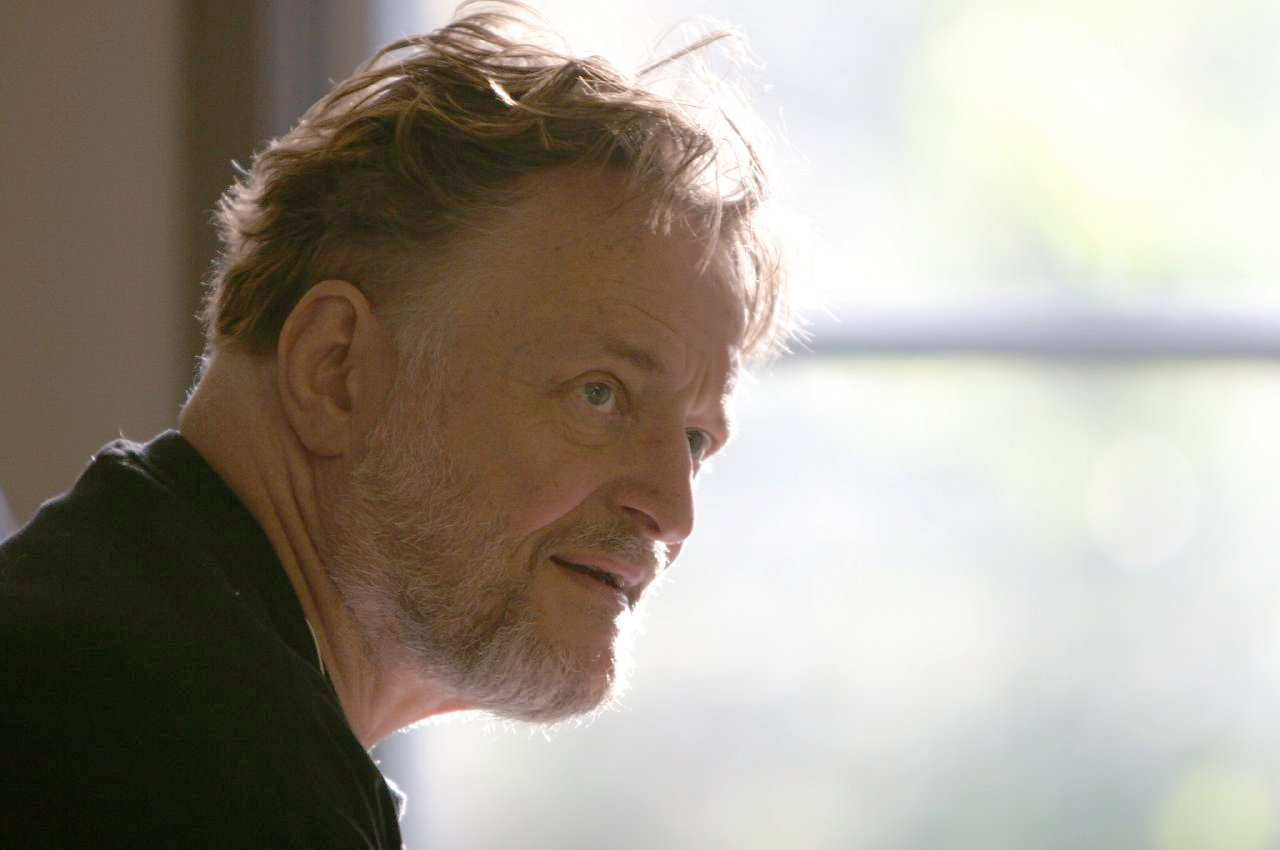
John Conway, ideatore dell'algoritmo Doomsday

Tale metodo si basa sul fatto che per ogni anno esiste un determinato giorno della settimana (il Doomsday) in cui cadono alcune date facili da ricordare (ad esempio, il 4/4, 6/6, 8/8, 10/10, 12/12 e l'ultimo giorno di febbraio, ogni anno, cadono tutti nello stesso giorno della settimana) ed è applicabile sia al calendario giuliano (dopo Cristo) che a quello gregoriano, anche se i Doomsday sono genericamente diversi l'uno dall'altro.

## Meccanismo
L'applicazione dell'algoritmo richiede tre passaggi:
1. Determinare il giorno base del secolo
2. Determinare il Doomsday dell'anno
3. Determinare il giorno della settimana del giorno desiderato

L'algoritmo Doomsday si basa su calcoli modulo 7, per cui Conway suggerisce di numerare i giorni da 0 (Domenica) a 6 (Sabato) ed abituarsi a pensare (usando i numeri in inglese) ai giorni della settimana come Noneday, Oneday, Twosday, Treblesday, Foursday, Fiveday, and Six-a-day. Questo permette di sfruttare la somiglianza di Oneday con Monday (lunedì), di Twosday con Tuesday (martedì), di Foursday con Thursday (giovedì) e di Fiveday con Friday (venerdì).
Questa tecnica è particolarmente adatta al calcolo mentale, perché se, ad esempio, a inizio 2011 si è effettuato un calcolo e si è stabilito che il Doomsday del 2011 è lunedì, è presumibile che nelle applicazioni successive dell'algoritmo nello stesso anno ci si ricordi ancora del risultato intermedio e si possa quindi partire direttamente dal terzo passo.

## Il Doomsday per alcuni anni recenti
Il Doomsday per l'anno in corso (2025) è Venerdì.
Per altri anni recenti:
| Lun. | Mar. | Mer. | Gio. | Ven. | Sab. | Dom. | Lun. | Mar. | Mer. | Gio. | Ven. | Sab. | Dom. |
| ---- | ---- | ---- | ---- | ---- | ---- | ---- | ---- | ---- | ---- | ---- | ---- | ---- | ---- |
| 1898 | 1899 | 1900 | 1901 | 1902 | 1903 | →    | 1904 | 1905 | 1906 | 1907 | →    | 1908 | 1909 |
| 1910 | 1911 | →    | 1912 | 1913 | 1914 | 1915 | →    | 1916 | 1917 | 1918 | 1919 | →    | 1920 |
| 1921 | 1922 | 1923 | →    | 1924 | 1925 | 1926 | 1927 | →    | 1928 | 1929 | 1930 | 1931 | →    |
| 1932 | 1933 | 1934 | 1935 | →    | 1936 | 1937 | 1938 | 1939 | →    | 1940 | 1941 | 1942 | 1943 |
| →    | 1944 | 1945 | 1946 | 1947 | →    | 1948 | 1949 | 1950 | 1951 | →    | 1952 | 1953 | 1954 |
| 1955 | →    | 1956 | 1957 | 1958 | 1959 | →    | 1960 | 1961 | 1962 | 1963 | →    | 1964 | 1965 |
| 1966 | 1967 | →    | 1968 | 1969 | 1970 | 1971 | →    | 1972 | 1973 | 1974 | 1975 | →    | 1976 |
| 1977 | 1978 | 1979 | →    | 1980 | 1981 | 1982 | 1983 | →    | 1984 | 1985 | 1986 | 1987 | →    |
| 1988 | 1989 | 1990 | 1991 | →    | 1992 | 1993 | 1994 | 1995 | →    | 1996 | 1997 | 1998 | 1999 |
| →    | 2000 | 2001 | 2002 | 2003 | →    | 2004 | 2005 | 2006 | 2007 | →    | 2008 | 2009 | 2010 |
| 2011 | →    | 2012 | 2013 | 2014 | 2015 | →    | 2016 | 2017 | 2018 | 2019 | →    | 2020 | 2021 |
| 2022 | 2023 | →    | 2024 | 2025 | 2026 | 2027 | →    | 2028 | 2029 | 2030 | 2031 | →    | 2032 |
| 2033 | 2034 | 2035 | →    | 2036 | 2037 | 2038 | 2039 | →    | 2040 | 2041 | 2042 | 2043 | →    |
| 2044 | 2045 | 2046 | 2047 | →    | 2048 | 2049 | 2050 | 2051 | →    | 2052 | 2053 | 2054 | 2055 |
| →    | 2056 | 2057 | 2058 | 2059 | →    | 2060 | 2061 | 2062 | 2063 | →    | 2064 | 2065 | 2066 |
| 2067 | →    | 2068 | 2069 | 2070 | 2071 | →    | 2072 | 2073 | 2074 | 2075 | →    | 2076 | 2077 |
| 2078 | 2079 | →    | 2080 | 2081 | 2082 | 2083 | →    | 2084 | 2085 | 2086 | 2087 | →    | 2088 |
| 2089 | 2090 | 2091 | →    | 2092 | 2093 | 2094 | 2095 | →    | 2096 | 2097 | 2098 | 2099 | 2100 |

## Giorni di facile memorizzazione che cadono sempre nel Doomsday
L'algoritmo Doomsday è un metodo di calcolo abbastanza veloce se si utilizza, come riferimento, un giorno che corrisponda al Doomsday nello stesso mese della data da identificare. Per facilitare il calcolo, Conway ha identificato una serie di date facili da memorizzare che cadono sempre nello stesso giorno del Doomsday.
Per i mesi pari, ci sono due casi:
- a febbraio, l'ultimo giorno del mese è sempre Doomsday. Inoltre, negli anni normali (cioè di 365 giorni) tutti i giorni multipli di 7 sono Doomsday, negli anni bisestili, il primo giorno del mese è Doomsday
- in tutti gli altri mesi pari, le date composte dallo stesso numero (4/4, 6/6, 8/8, 10/10 e 12/12) sono sempre Doomsday

Per i mesi dispari, invece, esistono delle differenze:
- a gennaio, i Doomsday sono 3 e 31 negli anni solari e 4 negli anni bisestili. In alternativa, ci si può anche agganciare al Doomsday dell'anno precedente ed usare il 2 gennaio come Doomsday (questo secondo metodo risulta particolarmente vantaggioso nei calcoli fatti a fine anno)
- a marzo, a novembre (e negli anni non bisestili anche a febbraio) sono Doomsday tutti i giorni multipli di 7 (7, 14, 21, 28); inoltre, il giorno 14/3, scritto in notazione m/gg, è 3/14, che ricorda π
- in tutti gli altri mesi dispari, sono Doomsday queste date: 9/5, 11/7, 5/9, 7/11. Essendo speculari, è consigliato memorizzarle in coppia (9/5 e 5/9; 11/7 e 7/11)[3]

| Mese      | Doomsday                                           | Memorizzazione                         |
| --------- | -------------------------------------------------- | -------------------------------------- |
| Gennaio   | 3, 31 (anni solari) 4 (anni bisestili)             | 3 nei primi 3 (anni) e 4 nel 4º (anno) |
| Febbraio  | 7, 14, 21, 28 (anni solari) 1, 29 (anni bisestili) | ultimo giorno del mese                 |
| Marzo     | 7, 14, 21, 28                                      | multipli di 7                          |
| Aprile    | 4                                                  | mese pari: stesso numero               |
| Maggio    | 9                                                  | 9/5 e 5/9                              |
| Giugno    | 6                                                  | mese pari: stesso numero               |
| Luglio    | 11                                                 | 11/7 e 7/11                            |
| Agosto    | 8                                                  | mese pari: stesso numero               |
| Settembre | 5                                                  | 9/5 e 5/9                              |
| Ottobre   | 10                                                 | mese pari: stesso numero               |
| Novembre  | 7                                                  | 11/7 e 7/11                            |
| Dicembre  | 12                                                 | mese pari: stesso numero               |

### Ulteriori peculiarità
- Il giorno dell'indipendenza degli Stati Uniti d'America, il 4 luglio, è sempre Doomsday
- Il giorno in cui si festeggia Halloween, il 31 ottobre, è sempre Doomsday
- la festa del lavoro, il primo maggio e il giorno di Natale, il 25 dicembre, cadono sempre un giorno prima del Doomsday
- Il 25 aprile, Festa della Liberazione, è sempre Doomsday
- Il 15 agosto, Assunzione di Maria Vergine o Ferragosto, è sempre Doomsday
- 11/4 e 22/8; 13/6 e 26/12 sono doomsday (particolarmente facili da ricordare a coppie perché basta raddoppiare tutte le cifre)
- le seguenti coppie di date sono tutte doomsday e sono facili da ricordare perché basta sommare 1 a tutte le cifre: 14/3 e 25/4, 16/5 e 27/6, 11/7 e 22/8, 18/7 e 29/8, 15/8 e 26/9, negli anni non bisestili si aggiungono anche 10/1 e 21/2, 17/1 e 28/2, in quelli bisestili invece 11/1 e 22/2, 18/1 e 29/2.
- qualunque doomsday cade dall'11 in poi di un mese di 31 giorni la stessa data meno 10 del mese successivo sarà nuovamente doomsday, ad esempio il 14/3 è doomsday e lo è anche il 4/4.
- 21/3, 23/5 e 25/7 (la somma delle cifre che compongono il giorno è uguale al numero del mese) sono tutti doomsday

## Passaggio 1 Determinare il giorno base del secolo
Per determinare il giorno base del secolo, è necessario:
1. identificare il secolo c di cui la data scelta fa parte, aggiungendo 1 alle prime due cifre dell'anno (es. il 2012 fa parte del XXI secolo perché 20 + 1 = 21). Per tale computo gli anni divisibili per 100 (es. 1900, 2000) vengono considerati come se facessero parte del secolo successivo a quello cui realmente appartengono (es. il 1900 fa parte del XX secolo perché 19 + 1 = 20);
2. sottrarre 1 da c e calcolare il resto della divisione per 4;
3. moltiplicare per 5;
4. aggiungere 2 al valore ottenuto e riportare il valore modulo 7.

Il risultato di queste operazioni sarà un valore compreso tra 0 (Domenica) e 6 (Sabato) e corrisponderà al giorno base del secolo.
{\displaystyle \left[{5}\times {}\left(\left({c-1}\right){\bmod {4}}\right)+{2}\right]{\bmod {7}}={\mbox{giorno base del secolo}}}
Ad esempio, il giorno base per il XXI secolo è martedì, perché:
{\displaystyle \left[{5}\times {\left({20}{\bmod {4}}\right)}+{2}\right]{\bmod {7}}={2}={\mbox{martedì}}}

### Calcolo rapido del giorno base del secolo
Per un più rapido calcolo del giorno base del secolo, Conway suggerisce di memorizzare i seguenti quattro secoli:
1. Doomsday 2100-2199 = 0 = domenica ("Nonesday": nessun giorno ancora in questo secolo)
2. Doomsday 2000-2099 = 2 = martedì ("Y2K": acronimo di Year 2000)
3. Doomsday 1900-1999 = 3 = mercoledì ("We-in-this-day": il secolo di nascita di Conway e dei suoi contemporanei)
4. Doomsday 1800-1899 = 5 = venerdì ("Fivesday": il secolo con le 5 giornate di Milano)

Per tutti gli altri secoli è sufficiente aggiungere (o sottrarre) ripetutamente 4 alle prime due cifre dell'anno fino a riportarsi ad uno dei secoli noti (es. il Doomsday del secolo per l'anno 1587 è mercoledì, perché 15 + 4 = 19).

## Passaggio 2 Determinare il Doomsday dell'anno
Per determinare il Doomsday dell'anno è necessario:
1. dividere le ultime due cifre dell'anno (chiamiamole y) per 12. Sia a il quoziente e b il resto;
2. dividere b per 4. Sia c il quoziente;
3. sommare a, b e c. Sia d tale somma;
4. riportare d modulo 7;
5. sommare il valore ottenuto al valore del giorno base del secolo.

{\displaystyle {\begin{matrix}\left({\left\lfloor {\frac {y}{12}}\right\rfloor +y{\bmod {1}}2+\left\lfloor {\frac {y{\bmod {1}}2}{4}}\right\rfloor }\right){\bmod {7}}+{\mbox{giorno base del secolo}}={\rm {Doomsday}}\end{matrix}}}

Ad esempio, il Doomsday dell'anno 1966 è lunedì, perché:
{\displaystyle {\begin{matrix}\left({\left\lfloor {\frac {66}{12}}\right\rfloor +66{\bmod {1}}2+\left\lfloor {\frac {66{\bmod {1}}2}{4}}\right\rfloor }\right){\bmod {7}}+{\mbox{mercoledì}}&=&\left(5+6+1\right){\bmod {7}}+3&=&8={\mbox{lunedì}}\end{matrix}}}

In alternativa, per determinare d è anche possibile sommare le ultime due cifre dell'anno (y) al quoziente della divisione tra y e 4:
{\displaystyle (y+\lfloor {\frac {y}{4}}\rfloor )\,\operatorname {mod} \,7}
Ad esempio, applicando questo metodo al calcolo del Doomsday del 1966 si avrà:
{\displaystyle {\begin{matrix}\left({66+\left\lfloor {\frac {66}{4}}\right\rfloor }\right){\bmod {7}}+{\mbox{mercoledì}}&=&\left(66+16\right){\bmod {7}}+3&=&8={\mbox{lunedì}}\end{matrix}}}

### Il metodo "Dispari+11"
Nel 2010 è stato ideato un metodo più semplice per trovare il Doomsday di un anno. È stato dimostrato che tale metodo, chiamato "Dispari+11", è equivalente al calcolo di:
{\displaystyle (y+\lfloor {\frac {y}{4}}\rfloor )\,\operatorname {mod} \,7.}
È particolarmente adatto al calcolo mentale, perché non prevede l'utilizzo di divisioni e la procedura, in quanto ricorsiva, è semplice da ricordare.
La procedura prevede i seguenti passaggi:
1. sia T il valore corrispondente alle ultime due cifre dell'anno;
2. se T è dispari, aggiungere 11;
3. dividere la somma per 2;
4. se il quoziente è dispari, aggiungere 11;
5. riportare il valore ottenuto modulo 7;
6. sottrarre da 7 il valore ottenuto.

Infine, come nel metodo classico, sommare il valore ottenuto al valore del giorno base del secolo.
Applicando questo metodo all'anno 1966, ad esempio, i passaggi del metodo Dispari+11 sono:
1. T = 66
2. T = 66 (T è pari, dunque non è necessario aggiungere 11)
3. 66/2 = 33
4. 33 + 11 = 44 (il quoziente è dispari, dunque è necessario aggiungere 11)
5. 44 mod 7 = 2
6. 7 − 2 = 5
7. Doomsday 1966 = 5 + mercoledì = 5 + 3 = lunedì

A tal proposito, conviene far riferimento all'anno più vicino multiplo di 4 e poi addizionare 1, 2, 3 a seconda dell'anno. Inoltre il complemento a 7 del modulo (passaggi 5 e 6) possono essere sintetizzati considerando il multiplo di 7 maggiore al risultato del quoto della divisione. 
1. T = 1966 = 1964+2;
2. 64/2 = 32 (64 è pari quindi procedo alla divisione per 2.)
3. Il più vicino multiplo di 7 superiore a 32 è 35 quindi il numero cercato è 3 (35-32)

Quindi per l'anno 1966 avremo 3 (numero secolo) + 2 (1966-1964) + 3 (Doomsday 1964) = lunedì.

### Metodo MAMO con calcolo anni bisestili
1. Prendere le ultime due cifre dell'anno (chiamiamole Y);
2. Calcolare il numero di anni bisestili passati fino a quell’anno (Y/4)=X.
3. sommare Y e X, sia D tale somma
4. riportare D modulo 7;
5. sommare il valore ottenuto al valore del giorno base del secolo.

Ad esempio, il Doomsday dell'anno 1966 è lunedì, perché:
[66 + (66/4)] mod 7 + mercoledì = (66+16) mod 7 + 3 = 8 = lunedì

## Passaggio 3 Determinare il giorno della settimana del giorno desiderato
Noto il Doomsday dell'anno in questione, il calcolo del giorno della settimana del giorno desiderato è molto semplice:
1. identificare il Doomsday più vicino al giorno scelto;
2. sottrarre la data del Doomsday più vicino dalla data da identificare
3. aggiungere il valore del Doomsday dell'anno
4. riportare il risultato ottenuto modulo 7

Ad esempio, per calcolare in che giorno sia caduto il 13 settembre 2011:
1. il Doomsday più vicino è il 5/9;
2. 13 - 5 = 8
3. 8 + 1 = 9 (il Doomsday del 2011 era lunedì, quindi il valore corrispondente è 1)
4. 9 mod 7 = 2 = martedì

Altro esempio, per calcolare in che giorno sia caduto il 4 novembre 2011
1. il Doomsday più vicino è il 7/11;
2. 4 - 7 = -3
3. -3 + 1 = -2 (il Doomsday del 2011 era lunedì, quindi il valore corrispondente è 1)
4. -2 mod 7 = 5 = venerdì

## Osservazioni
L'uso del termine Doomsday (in inglese: "giorno del giudizio", ma anche "perpetuo") è stato criticato da alcuni. Altri invece hanno fatto notare che doom in inglese ha anche il significato secondario di "predeterminato"; e in effetti il metodo si basa appunto su alcuni giorni "predeterminati".